# Su Kramer
Gudrun « Su » Kramer (née le 24 mars 1946 à Oldenbourg) est une chanteuse allemande.

## Biographie
Kramer fait d'abord un apprentissage en tant que professeur de maternelle. Elle est chanteuse dans des groupes amateurs. En 1968, elle est sélectionnée parmi 3 000 concurrentes pour jouer le rôle principal de Sheila dans la première allemande de la comédie musicale Hair. En 18 mois, elle donne 500 représentations. En 1970, l'enregistrement original allemand de la comédie musicale avec Kramer sort chez Polydor. À cette époque, Jürgen Marcus et Donna Summer (à l'époque encore sous le nom de Donna Gaines) font partie de l'ensemble. Elle enregistre le titre Hare Krishna en studio avec l'orchestre de Les Humphries, il paraît peu après sous son vrai nom Gudrun. La même année, elle prend le nom de "Su" et sort le single Eine Welt für den us both sous ce nom de scène. À l'origine, Kramer voulait utiliser le prénom "Susanne", mais cela fut rejeté au motif qu'il ne sonne pas assez international.
Frei sein, le premier album, sort chez le label Telefunken en 1971. En plus des titres écrits spécialement pour Kramer, le LP comprend des reprises de tubes de renommée internationale d'Elton John, Mikis Theodorakis et Simon & Garfunkel. Kramer écrit les paroles en allemand avec son équipe, Rudi Bauer et Gerd Thumser. Ralph Nowy est l'arrangeur des titres internationaux. La même année, Kramer obtient un plus petit succès avec le single Wie das Wasser, so fließt die Zeit issu de l'album. Elle apparaît alors régulièrement dans le ZDF-Hitparade.
En 1971, Su Kramer représente l'ARD au Festival international de la chanson à Sopot (Pologne) avec le titre Meine kleine Welt (paroles de Mischa Mleinek, musique de Günter Noris) et termine deuxième sur 25 nations. Le morceau est enregistré par Ariane pour Polydor et non par Su Kramer. En 1972, Su Kramer prend part à la sélection pour représenter l'Allemagne au Concours Eurovision de la chanson 1972, mais perd contre Mary Roos et termine deuxième à égalité avec Cindy & Bert. Le titre Glaub an Dich selbst a néanmoins un succès modeste. Kramer a son plus grand succès dans les ventes en 1974 avec le single Kinder der Liebe, une reprise de Figlio dell'amore interprété par Rosanna Fratello en 1972, qui atteint la 27e place en Allemagne. En 1974 sort son deuxième album Lampenfieber avec de nouvelles compositions et des interprétations en langue allemande de succès internationaux de Leo Sayer, Kris Kristofferson et Maureen McGovern. Giorgio Moroder et Pete Bellotte contribuent pour quelques chansons de cet album ; Anja Hauptmann est responsable des paroles en allemand, y compris le single Nur wer das Leben liebt.
Ainsi Kramer vient au disco, par exemple en 1975 avec Abends in einer großen Stadt (reprise de Lady of the Night de Donna Summers) et en 1976 avec son deuxième et dernier succès dans les charts Hier ist das Leben, la version en anglais You’ve Got the Power est publiée dans 17 pays. Le titre, écrit par Joachim Heider et Christian Heilburg, atteint la 48e place des ventes allemandes. Les Américains s'intéressent également à l'enregistrement en anglais, Kramer parvient à se placer à la 38e place du classement disco de Billboard. Au cours des années suivantes, de nombreux autres singles somptueusement produits paraissent, dont Las Vegas, Helden (de la comédie musicale Tell) et Nachts in Manhattan (version allemande de la chanson du film Grease).
Son album musicalement le plus polyvalent Die zwei Gesichter sort en 1978. Pour la première fois, Kramer démontre son talent de productrice, parolier et compositrice. L'album contient également des reprises de Barbra Streisand, Elton John et Carole King notamment. La propre composition de Kramer, Magic Dance sera un sample en 2000 pour le groupe de hip-hop allemand Deichkind pour Bon Voyage. Herbert Rehbein, le producteur, tombe malade, il meurt le 28 juillet 1979 ; cela met fin au projet d'une tournée.
Kramer sort des singles jusqu'en 1985. En 1981, le titre Never Ending Love, un duo avec Albert West, est une version anglaise du single de 1979 de Kramer, Wir Zwei sind frei.
Kramer développe d'autres activité professionnelles dans les années 1970. En 1978, elle fonde le label art-music à Hambourg. Elle devient aussi actrice. Elle chante les génériques des téléfilms Milo Milo (1979) et Der Kleine Riese (1985, ARD). À partir du 17 mai 1979, elle tient pendant six mois le rôle de Jenny-des-Lupanars de L'Opéra de quat'sous  sous la direction de Volker Kühn au théâtre d'Oldenbourg.
Kramer se produit lors de petits événements ou de récitals de chansons. En 2002, elle présente un programme de 90 minutes dans le cadre du Nord-Jazz-Festival 2002 à Westerstede. Avec son one-woman-show, elle donne des représentations plus longues au Theater Madame Lothar à Brême en janvier 2001, en mars 2004 et en décembre 2007. En juin 2002, elle participe également à un spectacle de gala à l'occasion du dixième anniversaire du théâtre.
En 2011, le titre The Sun Shines Tonight issu de la collaboration avec The Mighty Mocambos est publié. L'intérêt pour ces titres disco incite Kramer à rééditer Hier ist das Leben et la version anglaise You've Got the Power dans divers remixes. En octobre 2018, elle sort une chanson inédite Mein Kind composée par Henner Hoier.
Kramer ne s'est jamais mariée. Son fils Alexandre naît le 5 mars 1973. Il chante avec sa mère sur la face B du single Wir Zwei sind frei (1979) la chanson Mama, ich muss Pipi (l'original est Mi scappa la pipì papà de Pippo Franco).

## Discographie
Albums
- 1971 : Frei sein
- 1974 : Lampenfieber
- 1978 : Die zwei Gesichter

Singles
- 1970 : Hare Krishna / Die letzten Sterne (en tant que Gudrun Kramer und Ensemble)
- 1970 : Eine Welt für uns beide / Das ist am Morgen schön
- 1971 : Good Morning Starshine / Hare Krishna / Where Do I Go (Face A : Su Kramer & the Broadway Matadors)
- 1971 : Dich will ich nur / Herzen kalt wie Stein
- 1971 : Wie das Wasser, so fließt die Zeit / Was habt ihr nur aus der Welt gemacht
- 1972 : Glaub an dich selbst / Das ist mein Land
- 1972 : Die Sonne ist rot / Was für Dich in den Sternen steht
- 1973 : Kinder der Liebe / Weste weiß
- 1974 : Nur wer das Leben liebt / Fremder Mann
- 1975 : Abends in einer großen Stadt / Domino
- 1976 : Hier ist das Leben / Laß mich heute nicht allein
- 1976 : You’ve Got the Power Part 1 / Part 2
- 1977 : Las Vegas / Mr. Music
- 1977 : Helden / Tells Flucht (instrumental)
- 1977 : Liebe kommt und geht / Wo liegt im Sommer der Schnee
- 1978 : Nachts in Manhattan / Oh Lady
- 1979 : Wir zwei sind frei / Mama, ich muß Pipi (Su Kramer & Sascha)
- 1979 : The Woman He Loves / Milo Milo (instrumental)
- 1982 : Lass uns leben / Ein Leben lang
- 1984 : Keiner lebt für sich allein / Alle wollen Frieden
- 1985 : Feuer auf dem ewigen Eis / Samba Soul
- 2014 : Weißer Sand / Weißer Sand (Alt. Version) / Sexsong
- 2018 : Mein Kind

## Source de la traduction
- (de) Cet article est partiellement ou en totalité issu de l’article de Wikipédia en allemand intitulé « Su Kramer » (voir la liste des auteurs).